# Еннігерло
Еннігерло (нім. Ennigerloh) — місто в Німеччині, знаходиться в землі Північний Рейн-Вестфалія. Підпорядковується адміністративному округу Мюнстер. Входить до складу району Варендорф.
Площа — 125,15 км2. Населення становить 19 554 ос. (станом на 31 грудня 2020).